# Callulops microtis
Espèce
Synonymes
- Mantophryne microtis Werner, 1901

Callulops microtis est une espèce d'amphibiens de la famille des Microhylidae.

## Répartition
Cette espèce est endémique du Nord-Ouest de la Papouasie-Nouvelle-Guinée.

## Taxinomie
Cette espèce a été relevée de sa synonymie avec Callulops robustus par Kraus en 2012 où il avait été placé par Zweifel en 1972.

## Publication originale
- Werner, 1901 : Beschreibung neuer Frösche aus Bolivia, Ostindien und Neu-Guinea. Zoologischer Anzeiger, vol. 24, p. 97-103 (texte intégral).